# Bû
|  | Aquest article tracta sobre el municipi francès. Si cerqueu l'instrument musical, vegeu «Bu (instrument)». |

Bû és un municipi francès, situat al departament de l'Eure i Loir i a la regió de Centre – Vall del Loira. L'any 2007 tenia 1.816 habitants.

## Demografia

### Població
El 2007 la població de fet de Bû era de 1.816 persones. Hi havia 690 famílies, de les quals 154 eren unipersonals (75 homes vivint sols i 79 dones vivint soles), 218 parelles sense fills, 278 parelles amb fills i 40 famílies monoparentals amb fills.
La població ha evolucionat segons el següent gràfic:
Habitants censats

### Habitatges
El 2007 hi havia 830 habitatges, 702 eren l'habitatge principal de la família, 67 eren segones residències i 61 estaven desocupats. 751 eren cases i 74 eren apartaments. Dels 702 habitatges principals, 573 estaven ocupats pels seus propietaris, 106 estaven llogats i ocupats pels llogaters i 23 estaven cedits a títol gratuït; 5 tenien una cambra, 45 en tenien dues, 106 en tenien tres, 188 en tenien quatre i 359 en tenien cinc o més. 580 habitatges disposaven pel capbaix d'una plaça de pàrquing. A 272 habitatges hi havia un automòbil i a 376 n'hi havia dos o més.

### Piràmide de població
La piràmide de població per edats i sexe el 2009 era:
| Homes | Edats   | Dones |
| ----- | ------- | ----- |
| 0     | 95 o +  | 1     |
| 0     | 90 a 94 | 4     |
| 7     | 85 a 89 | 9     |
| 5     | 80 a 84 | 9     |
| 31    | 75 a 79 | 34    |
| 26    | 70 a 74 | 37    |
| 22    | 65 a 69 | 23    |
| 19    | 60 a 64 | 26    |
| 39    | 55 a 59 | 32    |
| 93    | 50 a 54 | 80    |
| 67    | 45 a 49 | 63    |
| 68    | 40 a 44 | 58    |
| 42    | 35 a 39 | 70    |
| 49    | 30 a 34 | 48    |
| 76    | 25 a 29 | 60    |
| 39    | 20 a 24 | 37    |
| 53    | 15 a 19 | 60    |
| 54    | 10 a 14 | 69    |
| 81    | 5 a 9   | 45    |
| 46    | 0 a 4   | 54    |

## Economia
El 2007 la població en edat de treballar era de 1.182 persones, 891 eren actives i 291 eren inactives. De les 891 persones actives 838 estaven ocupades (437 homes i 401 dones) i 54 estaven aturades (18 homes i 36 dones). De les 291 persones inactives 124 estaven jubilades, 106 estaven estudiant i 61 estaven classificades com a «altres inactius».

### Ingressos
El 2009 a Bû hi havia 709 unitats fiscals que integraven 1.870,5 persones, la mediana anual d'ingressos fiscals per persona era de 21.197 €.

### Activitats econòmiques
Dels 76 establiments que hi havia el 2007, 2 eren d'empreses alimentàries, 1 d'una empresa de fabricació de material elèctric, 4 d'empreses de fabricació d'altres productes industrials, 11 d'empreses de construcció, 17 d'empreses de comerç i reparació d'automòbils, 4 d'empreses de transport, 3 d'empreses d'hostatgeria i restauració, 2 d'empreses d'informació i comunicació, 3 d'empreses financeres, 3 d'empreses immobiliàries, 8 d'empreses de serveis, 9 d'entitats de l'administració pública i 9 d'empreses classificades com a «altres activitats de serveis».
Dels 24 establiments de servei als particulars que hi havia el 2009, 1 era una oficina de correu, 1 una oficina bancària, 3 tallers de reparació d'automòbils i de material agrícola, 3 paletes, 2 guixaires pintors, 1 fusteria, 2 lampisteries, 3 electricistes, 2 perruqueries, 1 restaurant, 4 agències immobiliàries i 1 saló de bellesa.
Dels 3 establiments comercials que hi havia el 2009, 1 era una botiga de més de 120 m², 1 una botiga de menys de 120 m² i 1 una joieria.
L'any 2000 a Bû hi havia 13 explotacions agrícoles que ocupaven un total de 936 hectàrees.

## Equipaments sanitaris i escolars
L'únic equipament sanitari que hi havia el 2009 era una farmàcia.
El 2009 hi havia una escola elemental. Bû disposava d'un col·legi d'educació secundària amb 423 alumnes.

## Poblacions més properes
El següent diagrama mostra les poblacions més properes.